# Andrea Fondelli
Andrea Fondelli (* 27. Februar 1994 in Genua) ist ein italienischer Wasserballspieler. Er erkämpfte mit der italienischen Nationalmannschaft eine Bronzemedaille bei Olympischen Spielen. 2022 und 2024 war er Weltmeisterschaftszweiter. 2014 und 2024 gewann er Europameisterschaftsbronze.

## Sportliche Karriere
Der 1,90 Meter große Andrea Fondelli spielte von 2011 bis 2024 mit zwei Unterbrechungen bei Pro Recco und gewann in seinen zehn Jahren bei Pro Recco acht italienische Meistertitel.
Fondelli war mit der italienischen Juniorenauswahl Fünfter bei der Juniorenweltmeisterschaft 2011 und siegte bei der Juniorenweltmeisterschaft 2013. 2014 gewann er mit der Nationalmannschaft bei der Europameisterschaft in Budapest die Bronzemedaille hinter den Serben und den Ungarn. Fondelli warf insgesamt sieben Tore während des Turniers, eins davon im Spiel um Bronze. 2015 folgte der vierte Platz bei der Weltmeisterschaft in Kasan, im Spiel um den dritten Platz unterlagen die Italiener im Penaltyschießen gegen die griechische Mannschaft. Fondelli warf im Halbfinale zwei Tore und im Spiel um Bronze ein Tor. Fondellis erstes olympisches Turnier waren die Olympischen Spiele 2016 in Rio de Janeiro. In der Vorrunde belegten die Italiener den dritten Platz hinter Spanien und Kroatien. Nach einem Viertelfinalsieg gegen Griechenland unterlagen die Italiener den Serben im Halbfinale mit 8:10. Im Spiel um den dritten Platz besiegten die Italiener die Mannschaft Montenegros mit 12:10. Bei der Weltmeisterschaft 2017 unterlagen die Italiener im Viertelfinale den Kroaten und belegten letztlich den sechsten Rang.
Erst 2022 war Fondelli nach diversen Verletzungen wieder Stammspieler der Nationalmannschaft. Bei der Weltmeisterschaft in Budapest erreichten die Italiener mit einem 11:10 über Griechenland das Finale. Im Endspiel siegten die Spanier im Fünf-Meter-Schießen. Im Jahr darauf bei der Weltmeisterschaft in Fukuoka verloren die Italiener im Viertelfinale gegen die Serben nach Penaltyschießen. In den Platzierungsspielen wurden die Italiener Fünfte. Im Januar 2024 unterlagen die Italiener im Halbfinale der Europameisterschaft in Kroatien den Spaniern. Das Spiel um Bronze gewannen die Italiener mit 12:7 gegen die Ungarn. Fondelli erzielte im Spiel um Bronze drei Tore, darunter einen Penalty. Im Februar bei der Weltmeisterschaft in Doha erreichten die Italiener mit einem Sieg über die Spanier das Endspiel. Dort unterlagen sie den Kroaten nach Penaltyschießen. Bei den Olympischen Spielen 2024 in Paris unterlagen die Italiener im Viertelfinale den Ungarn im Penaltyschießen. In den Platzierungsspielen erreichten die Italiener den siebten Platz.